# A. David Buckingham
Amyand David Buckingham, genannt David Buckingham, (* 28. Januar 1930 in Pymble, Sydney; † 4. Februar 2021) war ein australischer Chemiker, der sich mit Physikalischer Chemie befasste.

## Leben
Buckingham ging in Hornsby in New South Wales zur Schule und studierte ab 1948 an der University of Sydney mit dem Bachelor-Abschluss mit Bestnoten 1951 und dem Master-Abschluss in Physikalischer Chemie bei Raymond Le Fèvre (1905–1986) 1953. Er setzte im selben Jahr sein Studium am Corpus Christi College der Universität Cambridge fort (als Shell Scholar), wo er 1956 bei John Anthony Pople promoviert wurde.  1955 bis 1957 war er in Oxford (als 1851 Exhibition Stipendiat) im Labor für Physikalische Chemie. Dort wurde er Tutor am Christ Church College und war ab 1958 University Lecturer im Labor für Anorganische Chemie. 1965 wurde er Professor für Theoretische Chemie an der University of Bristol und 1969 Professor für Chemie in Cambridge (und Fellow des Pembroke College). 1985 bis 1988 stand er dem Leitungsrat der Fakultät für Physik und Chemie vor.
An der Universität Cambridge tat er sich auch als Cricket-Spieler hervor und war später Schatzmeister des Cambridge University Cricket Clubs.

## Werk
Buckingham arbeitete sowohl theoretisch als auch experimentell.
Anfangs befasste er sich mit dielektrischen Eigenschaften von Flüssigkeiten, zum Beispiel Dipolmomenten von Molekülen, die in Flüssigkeiten gelöst waren, und von Gasen. Er entwickelte die Theorie der Wechselwirkung von Molekülen in Flüssigkeiten und Gasen mit äußeren elektrischen und magnetischen Feldern. 1959 entwickelte er eine direkte Methode der Messung der Quadrupolmomente von Molekülen, die er 1963 experimentell am Kohlendioxidmolekül demonstrierte. 1960 entwickelte er eine Theorie der Wirkung des Lösungsmittels auf NMR-Spektren und Schwingungsspektren von Molekülen. Bei der Betrachtung der Auswirkung von Molekülausrichtung in einem äußeren elektrischen Feld auf die NMR-Spektren entwickelte er 1962 eine Methode der Bestimmung der Spin-Spin-Kopplungskonstante. In der nichtlinearen Optik sagte er 1956 die Änderung des Brechungsindex von Flüssigkeiten und Gasen durch Licht hoher Intensität (später im Laser realisiert) voraus. 1968 ermittelte er die ersten genauen Werte der Hyperpolarisierbarkeit (eine Eigenschaft der nichtlinearen Optik) mit Hilfe des Kerr-Effekts. 1971 begründete er mit Laurence Barron das Forschungsgebiet der optischen Aktivität bei Raman-Streuung (Raman Optical Activity, ROA), wo Unterschiede in der Streuung links- und rechtspolarisierten Lichts an chiralen Molekülen untersucht wird.
Eines seiner Hauptforschungsgebiete waren die Kräfte zwischen Molekülen. In den 1980er Jahren zeigte er die Bedeutung langreichweitiger Kräfte für die Bestimmung von Struktur und Eigenschaften kleiner Molekül-Cluster, mit Anwendungen insbesondere auf biologische Makromoleküle. 1990 sagte er den linearen Effekt eines elektrischen Feldes auf die Reflexion von Licht an Grenzflächen voraus. 1995 bewies er, dass die Summe der Rotationsstärken aller Schwingungsübergänge aus dem Grundzustand eines chiralen Moleküls verschwindet.

## Mitgliedschaften, Ehrungen, Herausgeberschaft
2001 erhielt er den Charles Hard Townes Award. 1985 erhielt er einen Sc.D. in Cambridge. Außerdem war er Ehrendoktor der Universitäten Nancy I und Sydney. Er war Fellow der Royal Society (1975), auswärtiges Mitglied der National Academy of Sciences (1992), der American Academy of Arts and Sciences (1992), der Königlich Schwedischen Akademie der Wissenschaften (1996). 1985 wurde er Mitglied der International Academy of Quantum Molecular Science. Er war Fellow der Royal Society of Chemistry (Faraday Division, deren Präsident er von 1987 bis 1989 war) und er war mehrfach in deren Rat. 1960 erhielt er deren Edward Harrison Memorial Prize und 1970 die Corday-Morgan-Medaille. 1995 erhielt er die Harrie Massey Medal des Australian Institute of Physics (IOP). 2006 erhielt er den ersten Ahmed Zewail Award. Er ist Fellow der American Physical Society, des Institute of Physics, Mitglied der American Chemical Society und Fellow der Optical Society of America sowie des Royal Australian Chemical Institute (RACI). 1986/87 war er Präsident der Cambridge Philosophical Society.
1963 bis 1966 war er Mitherausgeber des Journal of Chemical Physics und ab 1965 war er im Herausgebergremium von Molecular Physics, ab 1978 Herausgeber von Chemical Physics Letters und 1981 bis 1989 Mitherausgeber der International Reviews in Physical Chemistry.
Buckingham war Commander of the British Empire (CBE).

## Schriften
- The Laws and Applications of Thermodynamics, Pergamon Press, 1964 (spanische Übersetzung 1966)
- Organic Liquids: Structure, Dynamics and Chemical Properties, Wiley 1978
- als Herausgeber The Principles of Molecular Recognition, Blackie Academic & Professional, Glasgow 1993
- Electric moments of molecules in H. Eyring, W. Jost, D. Henderson (Herausgeber) Physical Chemistry – an advanced treatise, Academic Press 1970
- mit B. Utting Intermolecular forces, Ann. Rev. Phys. Chem., 21, 1970, 287–316
- Basic theory of intermolecular forces – application to small molecules in D. Pullman (Herausgeber) Intermolecular interactions: from diatomics to biopolymers, Wiley 1978
- Interatomic and intermolecular forces, in J. Dupuy, A. J. Dianoux Microscopic structure and dynamics of liquids, Plenum Press 1978
- General theory of intermolecular forces in J.-L. Rivail Modelling of molecular structure and properties in Physical Chemistry and Biophysics, Elsevier 1990, S. 17–26
- Basic theory of intermolecular forces in J. J. Teixera-Dias Molecular Liquids: New Perspectives in Physics and Chemistry, Kluwer 1992